# Rémy Di Grégorio
Rémy Di Grégorio (ur. 31 lipca 1985 w Marsylii) – francuski kolarz szosowy profesjonalnego zespołu Cofidis.

## Najważniejsze osiągnięcia
- 2006
  - 1. miejsce na 8. etapie Tour de l’Avenir
- 2007
  - 1. miejsce w klasyfikacji górskiej Critérium du Dauphiné Libéré
- 2008
  -  koszulka walecznego kolarza Tour de France przez jeden etap (po 10. etapie)
- 2011
  - 1. miejsce na 7. etapie Paryż-Nicea
- 2012
  - 1. miejsce na 3. etapie Vuelta a Asturias
- 2013
  - 1. miejsce w Dookoła Bułgarii
    - 1. miejsce na 2. etapie
- 2014
  - 2. miejsce w Boucles de l’Aulne
- 2017
  - 2. miejsce w Tour of Almaty